# Психическая атака
Психическая атака — атака, рассчитанная на устрашение, подавление воли, психики обороняющегося. 
Атака проводится в сомкнутом строю, без выстрелов, с развёрнутыми знамёнами и под барабанный бой. Психические атаки как вид тактики, согласно  Советской военной энциклопедии (СВЭ), характерны для армий эксплуататорских государств. В качестве примера СВЭ приводит атаку, которую применили кайзеровские войска во время Первой мировой войны, в ходе Гумбиннен-Гольдапского сражения — первого сражения на Восточном фронте Первой мировой войны — 20 августа 1914 года. Согласно военной энциклопедии, они двинулись на позиции русских войск, как на параде, в сомкнутом строю, под барабанный бой.

## Гражданская война в России
Применялась неоднократно белогвардейскими частями — под Ижевском в 1918 году, под Петроградом в 1919 году и так далее. В то же время за психическую атаку могли приниматься быстрые атаки, которые таким образом проводились уже с 1916 года на фронтах Первой мировой войны. Белогвардейская пехота наступала развёрнутым строем, быстро и без выстрелов сближаясь с противником. Это позволяло быстрее вывести пехоту из зоны вражеского огня, а отсутствие стрельбы объяснялось отсутствием достаточного количества патронов, когда разрешалось вести огонь только наверняка, примерно со 100 метров. Белогвардейцы применяли выработанный ещё на прошлой войне опыт для минимизации потерь при атаке, а красными это могло восприниматься как диковинные «психические атаки».

## Корейская война
По итогам обобщения и изучения опыта Корейской войны, в официальном издании Армии США, методическом пособии: «Народно-освободительная армия Китая», было дано следующее описание психической атаки: Принцип психической атаки заключается в эшелонированном построении наступающих войск, которые наступают буквально «накатами», волна за волной. К тому времени как передовая шеренга практически уничтожена противником, за ней идёт вторая, а затем и третья шеренги. При этом, ради достижения деморализующего психического воздействия на противника, не жалеют сил и средств: в качестве «расходного материала» используются новобранцы, а также иррегулярные войсковые формирования. В учебнике делается предположение, что таким образом китайская армия пыталась достичь следующих целей:
 1) Преодолеть инженерные и фортификационные заграждения, минные поля;
 2) Деморализовать обороняющуюся сторону, непрекращающимися атаками, имеющими целью посеять шок и панику в рядах противника (англ. shock action);
 3) Спровоцировать обороняющуюся сторону продемонстрировать свои огневые точки, преждевременно задействовать резервы и израсходовать все имеющиеся боеприпасы.
 После того как эти цели достигнуты, в полном объёме или частично, регулярная армия развивает наступательную инициативу и продолжают наступление на участке, где удалось прорвать оборону противника, попутно закрепляясь на занятых рубежах.
Во время наступления, несмотря на ружейный огонь, войска движутся в сомкнутом строю до достижения рубежа атаки, который составляет приблизительно двести ярдов между передовой шеренгой наступающих и позициями обороняющейся стороны, после чего переходят на бег, и, преодолев 3⁄4 пути и встретив ружейный и пистолетный огонь, они залегают на дистанции около полусотни ярдов. Если же огневого сопротивления нет, или же огонь имеет низкую интенсивность, то наступающие продолжают движение к позициям обороняющихся. Как только интенсивный огонь стихает, наступающих снова поднимают в атаку.

## Причины применения тактики психических атак
По мнению американского военного теоретика генерал-майора Эдварда О’Дауда, чьё определение психической атаки приведено в преамбуле данной статьи, основной причиной, по которой тактика регулярных психических атак на вражеские позиции (в случае с НОАК и КНА противником выступали Вооружённые силы США и войска ООН) была распространена в определённых странах, было то, что в военных учебных заведениях этих стран упор делался не на боевую, а на политическую подготовку — усиленное изучение основ той или иной идеологии, попутно с весьма поверхностным прохождением курса собственно военных дисциплин. По свидетельству очевидца китайских военных реформ, Ганьсю Жибао, маршал Линь Бяо ввёл буквально наказание шомполами для тех военных командиров, кто пытался переключить своих подчинённых с политической на боевую подготовку. Результаты подобного подхода, как убеждён Жибао, были катастрофическими — некоторые китайские солдаты в течение нескольких лет даже не держали в руках винтовки, а хорошо подкованный политически командный состав был фактически неспособен управлять вверенными ему военнослужащими.
Вопреки распространённому заблуждению, что тактика применения психических атак была характерна для вооружённых сил социалистических стран, американский востоковед, доктор военных наук, профессор Национального университета обороны Альфред Д. Вильгельм, первый из американских военных учёных, попавший по обмену на стажировку в НОАК, отмечает, что психические атаки вовсе не были изобретением коммунистов — они были характерны для китайской военной истории, начиная с Восстания тайпинов (1850—1864), Восстания няньцзюней (1852—1868), Восстания красноголовых (1854—1862), а затем — Боксёрского восстания (1898—1901).

## Изображение психических атак в кинематографе
Постановка психической атаки на экране стала популярным киноприёмом в советском и современном российском кинематографе. В советском кинематографе, в психическую атаку шли белогвардейцы в фильмах о Гражданской войне, и немцы в фильмах о Великой Отечественной. 
Самым известным эпизодом, и одной из самых знаменитых сцен в истории мирового кино, является сцена психической атаки в к/ф «Чапаев» братьев Васильевых, которая вошла в историю мирового кинематографа как один из высочайших, классических образцов монтажного искусства.

### Кинофильм «Чапаев»

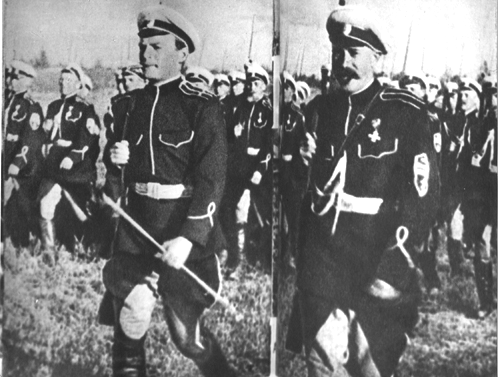
«Психическая атака каппелевцев».

Первая экранизация атаки каппелевцев была показана в советском художественном фильме «Чапаев». Впечатляющие кадры из фильма заставили поверить в то, что такая атака была на самом деле. Однако историки, изучавшие боевой путь частей В. Каппеля, не находят тому доказательств. Части Чапаева и Каппеля никогда в боях не встречались друг с другом — противником Волжского корпуса Каппеля в июне 1918 года была не 25-я дивизия Чапаева, а 24-я стрелковая дивизия. Подполковник Генерального Штаба В. О. Каппель мог использовать этот приём ранее, на Волге, во время командования частями Народной армии. Впоследствии, когда РККА встала на регулярную основу, такой приём, вероятно, не мог быть эффективным, а потому сомнительно, что он мог быть использован в бою. Тем не менее эта эффектная сцена подтверждает талант режиссёров братьев Васильевых. И. В. Сталин считал сильной стороной фильма именно показ психической атаки каппелевских офицеров.
Форма каппелевцев немного вымышленная, но массовая сцена — более батальона — выдержанные, согласно канонам, знамя и чёткость выполнения команд, создают образ решимости и силы. Презрев страх смерти, каппелевцы ровными шеренгами, не обращая внимания на потери, выставив винтовки, идут на врага. Они создают образ силы и несокрушимости, героического безумства.

### Кинофильм «Александр Пархоменко»
В фильме кинорежиссёра Леонида Лукова «Александр Пархоменко», снятом в 1942 году Киевской и Ташкентской киностудиями, показана встречная психическая атака кайзеровских войск и красноармейцев. Немцы маршируют под «Гинденбургский марш», а красные идут в бой под пение «Интернационала».

### Кинофильм «Сказка о Мальчише-Кибальчише»
В снятом в 1964 году режиссёром Евгением Шерстобитовым фильме «Сказка о мальчише-кибальчише» психическая атака, в отличие от атаки каппелевцев в фильме «Чапаев», показана в пародийном гротескно-юмористическом виде, и вызывает не страх, а иронию. Форма наступающих буржуинских войск комедийная вымышленная — странные каски на головах, на многих — черные кожаные шорты, но их знамёна при этом очень похожи на германские. Отличается и подача музыки. Барабанная дробь, под которую идут каппелевцы, — это настоящий военный марш, а буржуинское войско марширует под пластинку граммофона, который периодически ломается. Эта атака вызывает у зрителя смех и презрение к врагу.

### Кинофильм «Адмиралъ»
В художественном фильме «Адмиралъ» атака каппелевцев была показана совершенно с иной стороны. Каппелевцы начинают психическую атаку из необходимости — суровой зимой, в штыковую против пулемётов и орудий, просто потому, что у них нет патронов. И берут, понеся большие потери, красные окопы. Батальоны, наступая, шли либо в полный рост, либо едва пригнувшись к земле, не останавливаясь. Но не колоннами, как в фильме «Чапаев», а цепью.

Надо сказать, что о таком добротном единообразном обмундировании, в какое одеты белые в фильме «Чапаев», каппелевцам приходилось только мечтать — одевались часто во что придется, со снабжением было очень плохо.